# Kondželj
Kondželj (Servisch cyrillisch Конџељ) is een plaats in de Servische gemeente Prokuplje. De plaats telt 180 inwoners (2002).